# Avantor

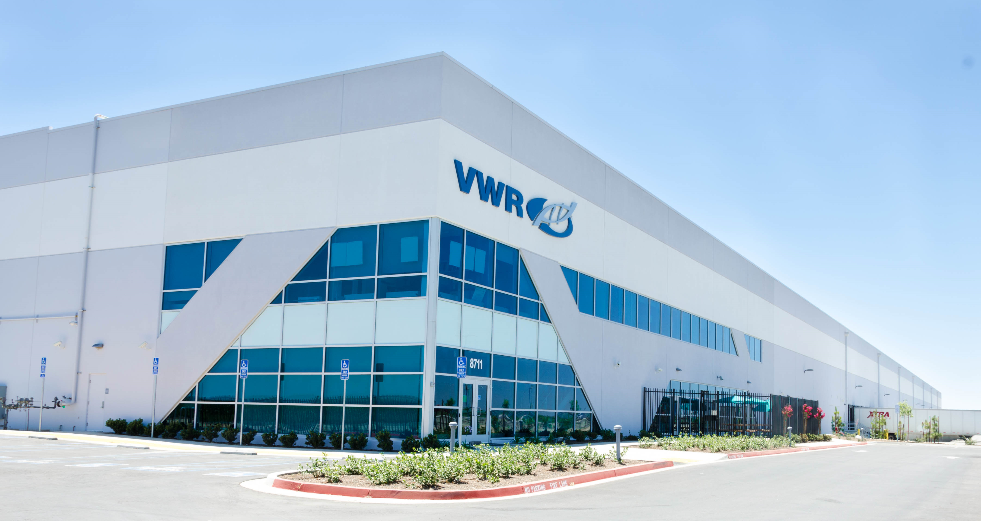
VWR, part of Avantor locatie in Californië

Avantor, Inc. is een Amerikaans bedrijf actief in de biowetenschappen, chemie en farmaceutische industrie. Het hoofdkantoor is gevestigd in Radnor, Pennsylvania. Het bedrijf levert onder meer reagentia, high-purity oplosmiddelen en laboratoriumbenodigdheden voor onderzoek en productie, waaronder toepassingen in cel- en gentherapie.
Avantor bedient wereldwijd klanten in meer dan 180 landen. De onderneming levert producten en diensten aan een breed scala van sectoren, waaronder de biofarmaceutische industrie, de academische wereld, de gezondheidszorg en de productie van halfgeleiders. Door deze  inzetbaarheid speelt Avantor een prominente rol in zowel fundamenteel onderzoek als grootschalige commerciële productieprocessen.

## Geschiedenis
Het werd opgericht in 1904 als J.T. Baker en kreeg in 2010 de naam Avantor na overname door New Mountain Capital. In 2017 nam Avantor VWR International over. Sinds 2019 is het beursgenoteerd (NYSE: AVTR) en behaalde in 2024 een omzet van bijna 7 miljard dollar met circa 14.500 werknemers.
In 2020 kwam het bedrijf in opspraak nadat bleek dat een door Avantor geleverde chemische stof werd misbruikt in Mexicaanse drugslabs. Naar aanleiding daarvan staakte het de verkoop van dit product in Mexico.

## VWR International

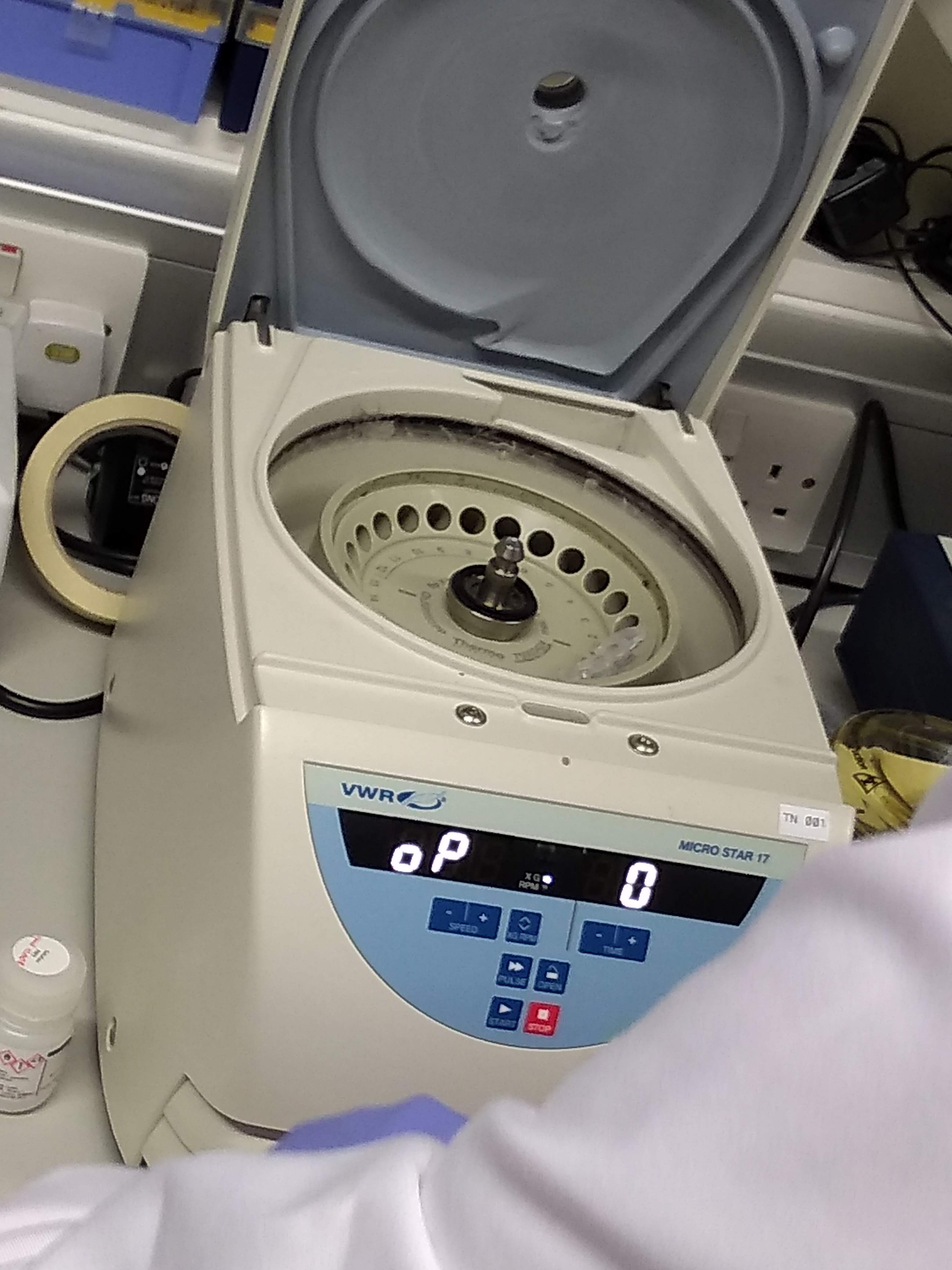
VWR Laboratorium Centrifuge

VWR, als onderdeel van Avantor, is een Amerikaanse distributeur van laboratoriumproducten, opgericht in 1852 door John Taylor als de John Taylor Company. In de loop der jaren groeide het bedrijf via fusies en overnames, waaronder met F.W. Braun Corporation en Van Waters & Rogers, uit tot een toonaangevende speler in de laboratoriumsector. VWR leverde aan onder meer de farmaceutische industrie, overheid en onderwijsinstellingen. In 2014 ging het bedrijf naar de beurs, en in 2017 werd VWR overgenomen door Avantor Inc. voor circa 6,4 miljard dollar. Sindsdien opereert VWR als verkoopkanaal binnen het wereldwijde netwerk van Avantor.

## Aanwezigheid in Nederland
In Nederland heeft Avantor vestigingen in Amsterdam, Hillegom en een distributiecentrum in Tilburg. Deze locaties ondersteunen onder andere logistiek, verkoop en klantgerichte laboratoriumoplossingen.
Daarnaast levert Avantor onsite services bij vooraanstaande biofarmaceutische bedrijven zoals Johnson & Johnson (JnJ) en Bristol Myers Squibb (BMS) in Leiden en Oegstgeest. Deze diensten omvatten onder andere voorraadbeheer, procesoptimalisatie en het direct ondersteunen van laboratoriumactiviteiten op locatie.